# علم الهسبان واللاتين
علم الهسبان أو علم الشعب الهسباني (بالإسبانيّة: Bandera de la Hispanidad or Bandera de la Raza Hispánica) هو علم غير رسمي يستخدم أحيانًا لتمثيل الهسبان أو الدول الناطقة بالإسبانية في إسبانيا وأمريكا اللاتينية.

## معنى العلم
في خلفية العلم يتمثل في راية بيضاء مع ثلاثة صلبان في اللون الأرجواني وفي الخلفية شروق الشمس.
- الثلاثة صلبان ترمز إلى السفن الثلاثة لكريستوفر كولومبوس؛ بينتا ونينيا وسانتا ماريا، كما أنها ترمز للثالوث المقدس في الديانة المسيحية.
- شروق الشمس الذهبية ترمز إلى صحوة أراض جديدة في حقل أبيض (الذي يرمز للسلام والنقاء).
- اللون الأرجواني للصلبان يأتي من استخدام هذا اللون في مملكة ليون التي اتحدت مع مملكة قشتالة، حيث ولدت القشتالية أو اللغة الإسبانية.

## تاريخ
تم تصميم العلم من قبل النقيب الأوروغواياني أنخيل كامبلور. وقد فاز العلم في المسابقة نظمتها خوانا دي إيباربورو في عام 1932. ورفع العلم لأول مرة في ساحة الاستقلال في عاصمة الأوروغواي مونتيفيديو في 12 أكتوبر 1932.

## استخدام العلم كبديل لعلم الأمريكيتين
يُستخدم العلم في بعض الأحيان لتمثيل منطقة جغرافية كاملة من الأمريكتين وليس مجرد علم عرقي لأمريكا الإسبانية. واعتمد العلم رسميًا باسم علم الأمريكتين لتمثيل إلى جانب الهسبان الأميركيين أيضاً أنغلو-أمريكا وأمريكا البرتغالية (البرازيل) وأمريكا الفرنسية (غويانا الفرنسية، ومارتينيك، وغوادلوب، وهايتي وكيبك) وأمريكا الهولندية (الأنتيل الهولندية وسورينام) وجرينلاند حيث تم اعتماده من قبل جميع البلدان الأعضاء في مؤتمر بان أميريكان في 1933.